# Pasterski Wierch

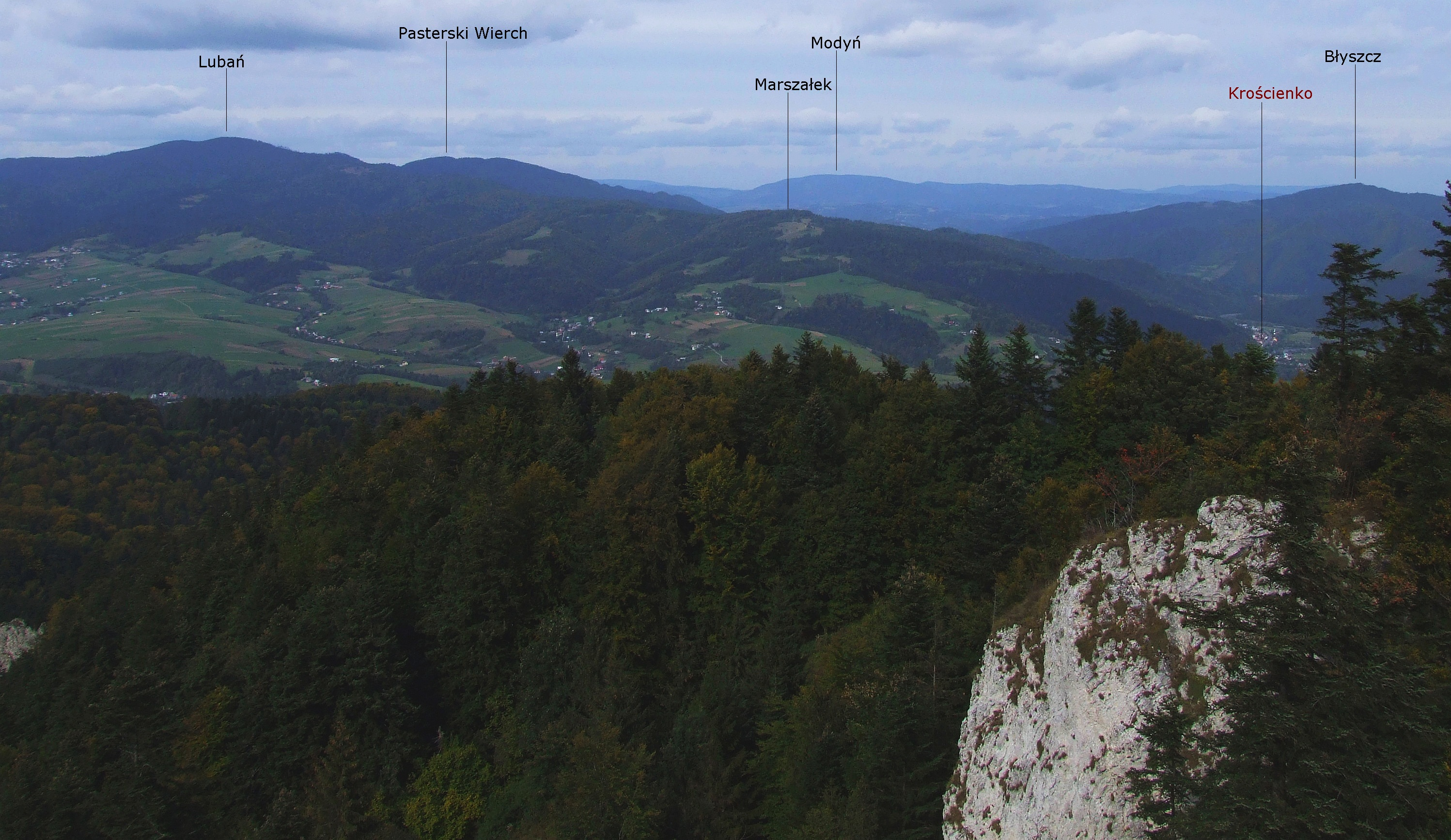
Widok na Pasterski Wierch z Trzech Koron

Pasterski Wierch (1100 m) – szczyt w Paśmie Lubania w Gorcach. Posiada dwie kulminacje (1100,1 m i 1094,7) oddzielone płytką przełęczą. Znajduje się w bocznym grzbiecie tego pasma, który odgałęzia się od wschodniego wierzchołka Lubania (1211 m) i poprzez Pasterski Wierch, Czerteż (995 m), Makowicę (857 m) i Basztę (540 m) opada w widły Dunajca i Ochotnicy w miejscowości Tylmanowa. Grzbiet ten opływają dwa potoki: Ochotnicki Potok (w zlewni Ochotnicy) i Ciemny Potok (dopływ Dunajca).
Obecnie Pasterski Wierch jest niemal całkowicie porośnięty lasem, są na nim jednak duże polany: Hala Tylmanowska i kilka mniejszych. Od dawna już nieużytkowane rolniczo stopniowo zarastają lasem. W masywie Pasterskiego Wierchu znajdują się także duże piaskowcowe skały, największa z nich to Biała Skała.
Pasterski Wierch znajduje się w granicach wsi Tylmanowa w województwie małopolskim, w powiecie nowotarskim, w gminie Ochotnica Dolna.

## Szlak turystyczny
Przez Pasterski Wierch powadzi znakowany szlak turystyczny, który na grzbiecie Lubania krzyżuje się z Głównym Szlakiem Beskidzkim. Przejście tym szlakiem z Tylmanowej na szczyt Lubania jest najbardziej stromym i uciążliwym podejściem w całych Gorcach.
 Tylmanowa (Baszta) – Makowica – Czerteż – Hala Tylmanowska – Pasterski Wierch – Lubań. Odległość 5,5 km, suma podejść 850 m, suma zejść 40 m, czas przejścia 2 godz. 40 min, z powrotem 1 godz. 30 min.

## Przypisy

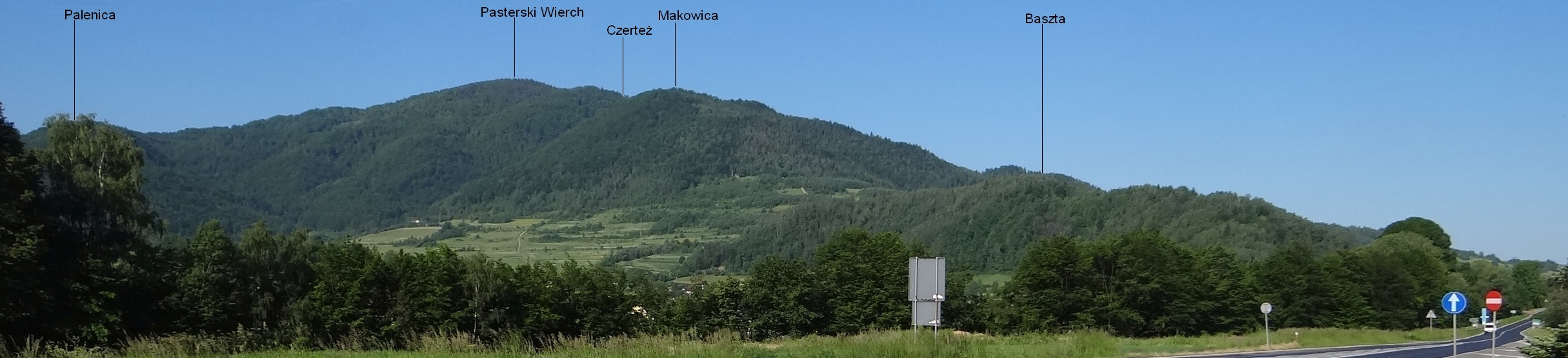
Widok od północnej strony
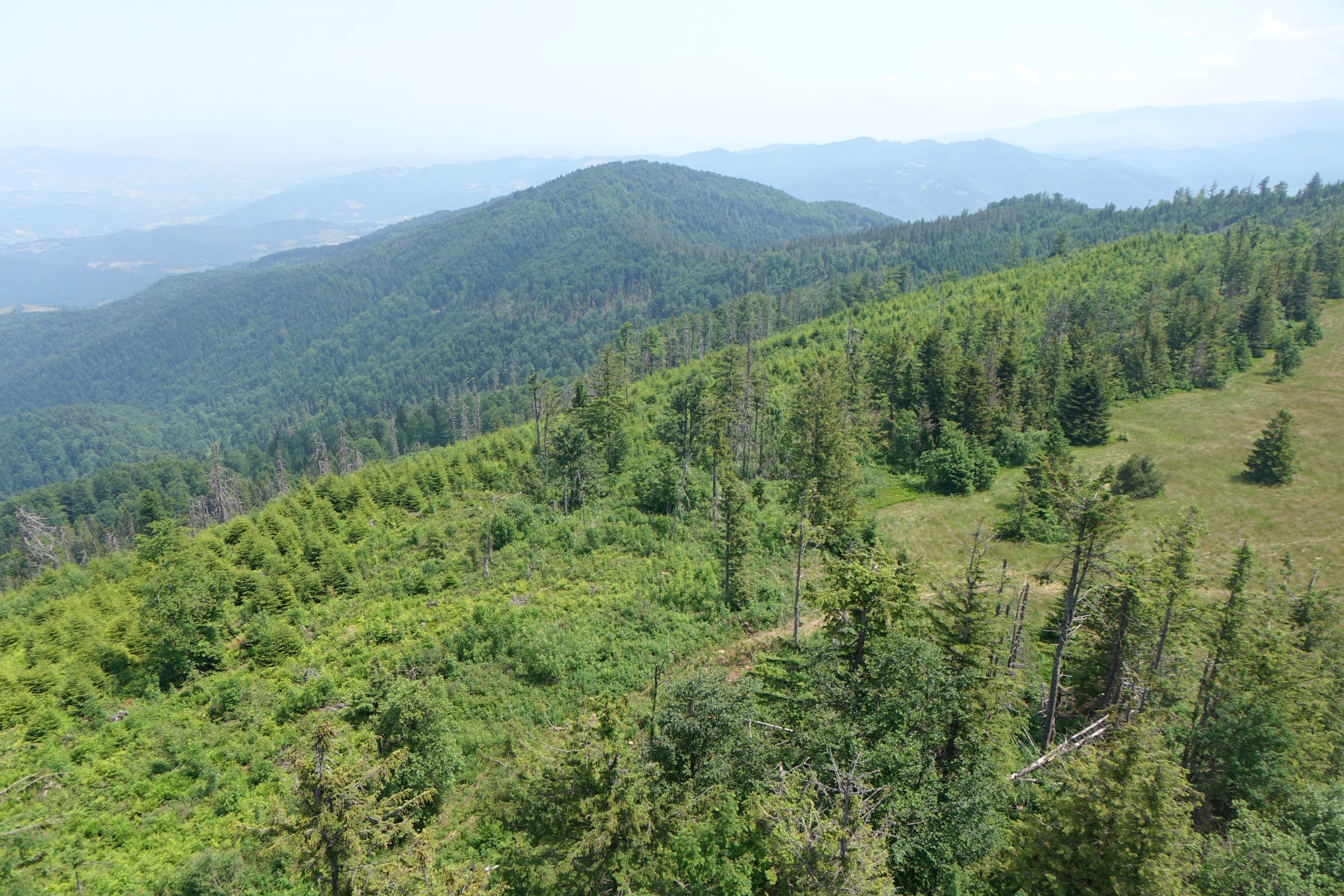
Widok na Pasterski Wierch z wieży widokowej na Lubaniu